# Humboldtwinterkoning
De Humboldtwinterkoning (Cantorchilus superciliaris; synoniem: Thryothorus superciliaris) is een zangvogel uit de familie Troglodytidae (winterkoningen).

## Verspreiding en leefgebied
Deze soort telt 2 ondersoorten:
- C. s. superciliaris: westelijk Ecuador.
- C. s. baroni: zuidelijk Ecuador en westelijk Peru.